# 私とドリカム -DREAMS COME TRUE 25th ANNIVERSARY BEST COVERS-
『私とドリカム -DREAMS COME TRUE 25th ANNIVERSARY BEST COVERS-』（わたしとドリカム・ドリームズ・カム・トゥルー・トゥエンティフィフス・アニバーサリー・ベスト・カバーズ）は、DREAMS COME TRUEのトリビュート・アルバム。2014年3月26日にエピックレコードジャパンから発売。

## 概要
2014年3月21日に迎えるドリカムのメジャーデビュー25周年を記念して、デビュー時の所属レコード会社であるエピックレコードジャパンが企画し、ドリカム好きを公言するアーティストたちに参加を呼びかけて制作したものである。
アルバム発売に先駆けて、3月5日にいきものがかりがカバーした「未来予想図Ⅱ」が先行配信され、以降も中島美嘉がカバーした「やさしいキスをして」が3月12日に、miwaがカバーした「LOVE LOVE LOVE」が3月19日にそれぞれ先行配信された。

## 収録曲
| #         | タイトル                                                                      | 作詞      | 作曲・編曲 | カバー歌手／アレンジャー  | 時間 |
| --------- | ----------------------------------------------------------------------------- | --------- | ---------- | ------------------------- | ---- |
| 1.        | 「うれしい! たのしい! 大好き!」(1989年3rdシングル「うれしはずかし朝帰り」C/W) |           |            | E-girls／中野雄太         | 4:03 |
| 2.        | 「未来予想図Ⅱ」(1989年2ndアルバム「LOVE GOES ON…」)                           |           |            | いきものがかり／本間昭光  | 7:24 |
| 3.        | 「LOVE LOVE LOVE」(1995年18thシングル「LOVE LOVE LOVE/嵐が来る」)             |           |            | miwa／eji                 | 3:45 |
| 4.        | 「決戦は金曜日」(1992年11thシングル「決戦は金曜日/太陽が見てる」)             |           |            | HY／HY                    | 4:21 |
| 5.        | 「すき」(1994年16thシングル「すき/きづいてよ」)                               |           |            | JUJU／松浦晃久            | 3:41 |
| 6.        | 「ROMANCE」(1995年19thシングル「ROMANCE/家へ帰ろ」)                           |           |            | 大塚愛／山口寛雄          | 4:50 |
| 7.        | 「大阪LOVER」(2007年38thシングル「大阪LOVER」)                                |           |            | SCANDAL／シライシ紗トリ   | 4:42 |
| 8.        | 「笑顔の行方」(1990年5thシングル「笑顔の行方」)                               |           |            | 水樹奈々／藤田淳平        | 3:32 |
| 9.        | 「WINTER SONG」(1994年14thシングル「WINTER SONG」)                            |           |            | Ms.OOJA／BU-NI            | 3:55 |
| 10.       | 「やさしいキスをして」(2004年31stシングル「やさしいキスをして」)              |           |            | 中島美嘉／羽毛田丈史      | 4:00 |
| 11.       | 「IT'S SO DELICIOUS」(1995年7thアルバム「DELICIOUS」)                         |           |            | 倖田來未／Joseph Lawrence | 3:35 |
| 12.       | 「サンキュ.」(1995年17thシングル「サンキュ.」)                                |           |            | BENI／UTA                 | 3:32 |
| 13.       | 「何度でも」(2005年35thシングル「何度でも」)                                  |           |            | Flower／川口大輔          | 3:42 |
| 合計時間: | 合計時間:                                                                     | 合計時間: | 55:07      |                           |      |

## 演奏
未来予想図Ⅱ
- 吉岡聖恵：Vocal,Background Vocal
- 水野良樹：Electric Guitar,Background Vocal
- 山下穂尊：Acoustic Guitar,Harmonica,Background Vocal
- 玉田豊夢：Drums,Tambourine
- 安達貴史：Electric Bass
- 林部直樹：Acoustic Guitar,Electric Guitar
- 坂井“Lambsy”秀彰：Percussion
- 本間昭光：Piano,All Other Instruments

LOVE LOVE LOVE 
- miwa：Vocal,Chorus
- eji：Acoustic Piano,Programming,Chorus
- 菅原潤子：Acoustic Guitar
- Nona*：Percussion,Flute,Chorus
- 柏木美紀：Chorus
- 岡部磨知：1st Violin
- 河村舞子：2nd Violin
- 菊地幹代：Viola
- 友納真緒：Cello

す き
- JUJU：Vocal
- 山木秀夫：Drums
- 古川昌義：Guitar
- 松浦晃久：Piano
- KAZCO・ハルナ・Paris Lundon：Background Vocal

ROMANCE 
- 大塚愛：Vocal
- 山口寛雄：Electric Bass,Programming
- 沼澤尚：Drums
- 友森昭一：Guitar

大阪LOVER
- HARUNA：Vocal, Guitar
- MAMI：Guitar,Vocal
- TOMOMI：Bass,Vocal
- RINA：Drums,Vocal

笑顔の行方
- 水樹奈々：Vocal
- Luis Valle・川上鉄平：Trumpet
- 村瀬和広：Alto Sax
- 竹村直哉：Tenor Sax
- 弦一徹ストリングス：Strings
- 加納望：Guitar
- 広谷順子：Chorus

WINTER SONG 
- Ms.OOJA：Vocal
- TAZZ：Chorus Arrangement,Vocal Direction

やさしいキスをして
- 中島美嘉：Vocal
- 羽毛田丈史：Sound Produce,Piano,Programming
- 西海孝：Acoustic Guitar
- 柏木広樹：Cello
- 仙道さおり：Percussion

IT'S SO DELICIOUS 
- 倖田來未：Vocal
- Joseph Lawrence：All Instruments

サンキュ.
- BENI：Vocal
- UTA：All Instruments

何度でも
- 鷲尾伶菜・武藤千晴・市来杏香：Vocal
- 石成正人：Guitar